# Régiment de sécurité présidentielle
Le Régiment de sécurité présidentielle était une unité des forces armées du Burkina Faso chargée de la protection du président du Burkina Faso, des institutions républicaines et de toute autre personne désignée par le Président du Faso de 1995 à 2015.

## Histoire

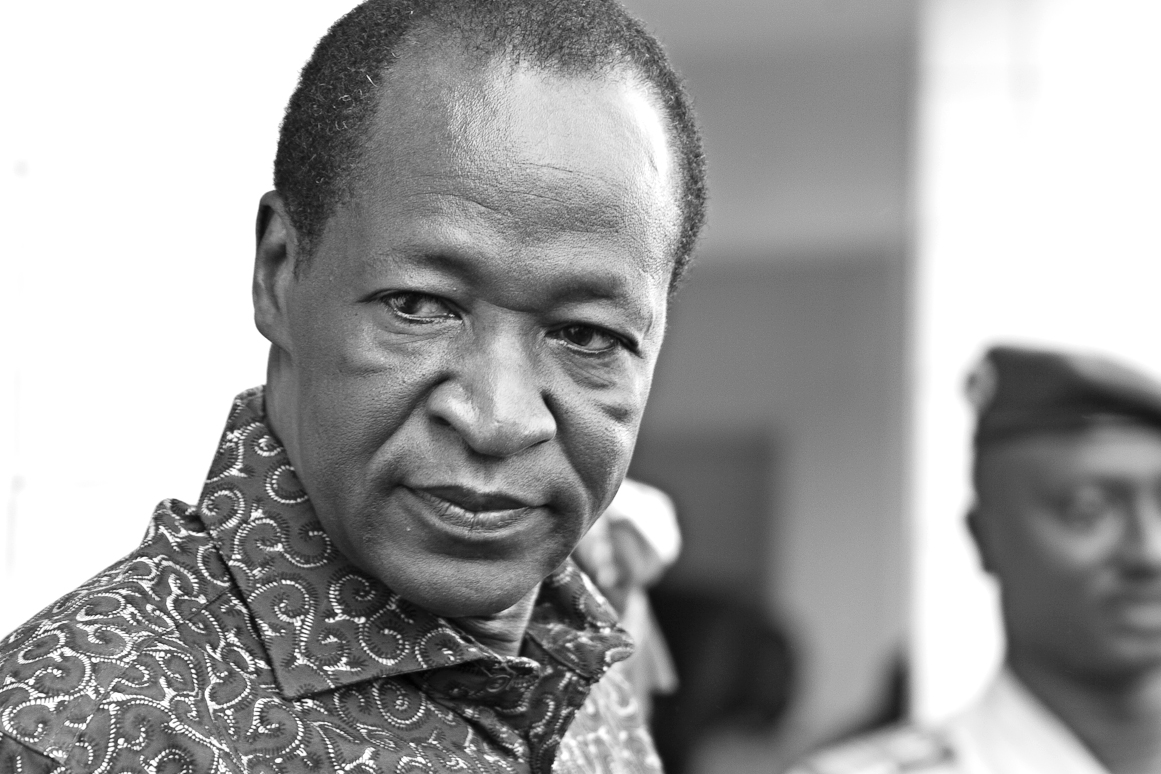
Le RSP fut créé par Blaise Compaoré pour soutenir son régime autoritaire.

Après être arrivé au pouvoir à la faveur d'un coup d’État particulièrement violent le 15 octobre 1987 qui conduit à l'assassinat du capitaine Thomas Sankara et plusieurs de ses collaborateurs et soutiens, le nouveau président, le capitaine Blaise Compaoré qui cherche à défendre son pouvoir crée le régiment de sécurité présidentielle (RSP) par décret le 21 novembre 1995. Le RSP est alors constitué par Gilbert Diendéré autour du détachement ouagalais du 1er bataillon du Centre National d’Entraînement Commando de Pô qui avaient activement participé au coup d’État du 15 octobre 1987.
Le RSP est placé sous la responsabilité directe du Chef d’état-major particulier du Président du Faso ; de ce fait il échappe totalement au contrôle des autres responsables militaires. Il bénéficie cependant d'un important armement qui, couplé à la qualité de ses hommes, en font l'unité la plus crainte par le reste de l'armée burkinabè. D'ailleurs, pour garder le rapport des forces en sa faveur, Blaise Compaoré n’hésite pas à affaiblir les autres régiments de l'armée régulière. Des régiments d'élite comme le 25e régiment de parachutistes commandos sont gardés en sous-effectifs et leurs armements sont considérablement réduits pour ne pas gêner le RSP. Toujours à ce titre, la  garnison de Ouagadougou se voit vidée de ses troupes combattantes pour ne laisser que les unités de soutien (génie militaire, intendance, santé, etc.).
Officiellement rattaché à l'armée de terre, les soldats du RSP participaient aux différentes missions de maintien de la paix, au sein de la MINUSMA ou de la MINUSS.

### Rôle durant la révolte de 2011 et la deuxième révolution burkinabè (2014)
Lors de la révolte de 2011, le régiment entre en mutinerie obligeant le président à fuir son palais pour un lieu inconnu et procédant à des pillages et à des exactions sur la population.
Toujours pendant la révolte de 2011, une mission conjointe des éléments du RSP avec le RPC (régiment de parachutistes commandos) et la gendarmerie sont envoyés pour mater une autre mutinerie dans la ville de Bobo-Dioulasso, ce qui se soldera par un lourd bilan côté mutins (7 morts selon les autorités, plusieurs dizaines selon les médias locaux),.
Lors de l’insurrection populaire d'octobre 2014, plusieurs personnes sont abattues à balles réelles devant le domicile de François Compaoré, le pétit frère du président Blaise Compaoré, et sur la route du palais présidentiel de Kosyam,.
À la faveur de cette insurrection, un officier de ce régiment, Yacouba Isaac Zida, bénéficiant d'un rapport de force à son avantage, s'auto-proclame chef de l’État.
Le 30 décembre 2014, une partie du régiment réclamant la non-dissolution de leur unité et protestant contre l'affectation d'officiers du régiment à d'autres fonctions dans l'armée régulière empêche la tenue du conseil des ministres. L'exercice reprend le 4 février 2015 avant que leurs doléances soient satisfaites.

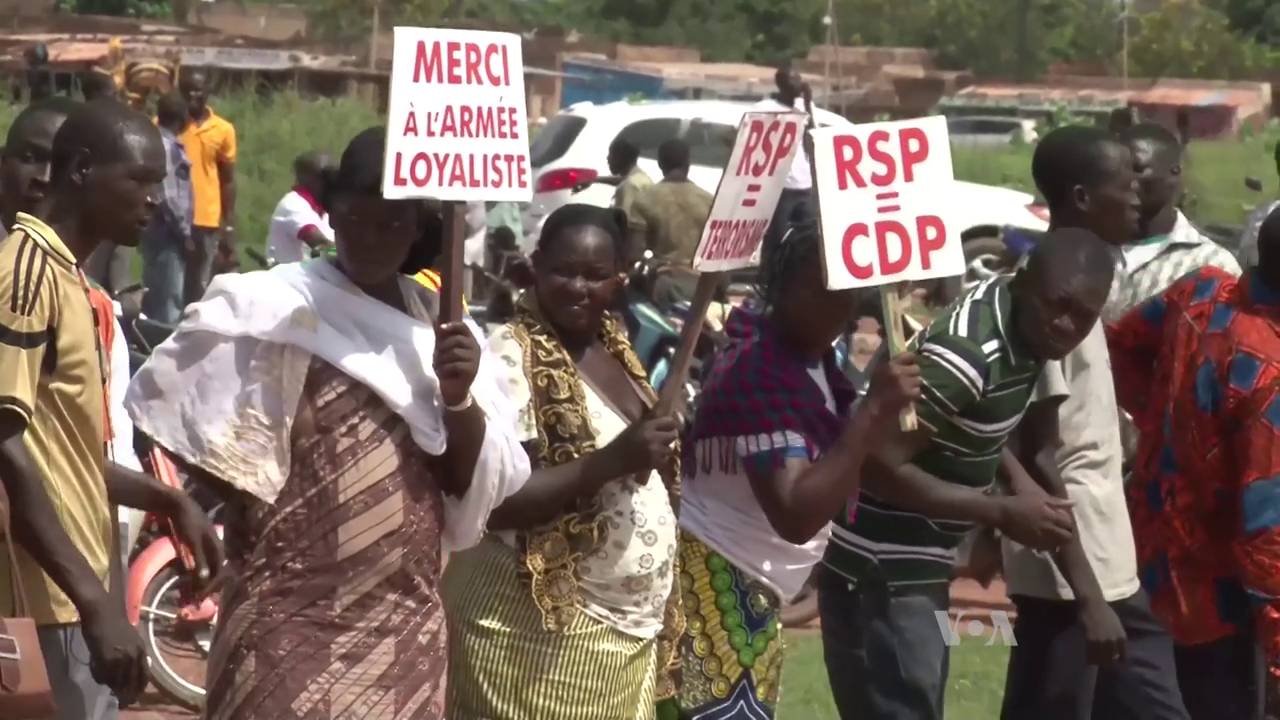
Manifestation contre le RSP à Ouagadougou pendant le coup d'état de 2015.

Le 17 septembre 2015, à la faveur d'un coup d'État, le général Gilbert Diendéré renverse le pouvoir en place avec l'appui du Régiment de Sécurité Présidentiel. Il gouverne le pays pendant six jours. Une médiation orchestrée par la CEDEAO échoue à convaincre les Burkinabè. Finalement, avec l'aide de la population burkinabè, l'armée régulière trouve un compromis avec le RSP chez le mogho naaba. Dans une allocution télévisée, le président de transition est rétabli avant de dissoudre le RSP le 25 septembre 2015.
Le 25 septembre 2015, un décret du Conseil des ministres décide de la dissolution du Régiment de sécurité présidentielle. Son désarmement débute le jour même. La dissolution officielle a lieu le 6 octobre 2015.

## Organisation
Le Régiment de sécurité présidentielle RSP se composait de trois groupements avec un effectif total d'environ 1 300 militaires : 
- Groupement des Unités d’Intervention GUI (avec trois compagnies d’intervention)
- Groupement de Commandement et des Services GCS (avec une compagnie de services et une Compagnie d’appui)
- Groupement des Unités Spéciales GUS (avec un Groupe de Sécurité Rapprochée, un groupe d’Intervention Anti-terroriste GIAT et un Groupe de Recherche Identification et Neutralisation des Explosifs RINEX)[2].

Le RSP bénéficiait de la majorité des financements du budget de l'armée burkinabè dont il représentait 10% des effectifs . Il est exclusivement présent dans la ville de Ouagadougou dans 2 camps militaires : le camp militaire du conseil de l'entente[réf. souhaitée] et le camp Naaba Koom II, qui se situe à l’arrière du palais de la présidence.

## Commandants
- 1996-1997 : commandant Ousséni Ouédraogo
- 1997-1999 : capitaine Yaya Seré
- 1999-2007 : lieutenant-colonel Atogodan Adinaly
- 2007-2011 : lieutenant-colonel Omer Bationo
- 2011-2014 : colonel-major Boureima Kere[2]
- 2014-2015 : lieutenant-colonel Moussa Celeste Coulibaly
- 2015-2015 : commandant Abdoul Aziz Korogo

## Polémiques

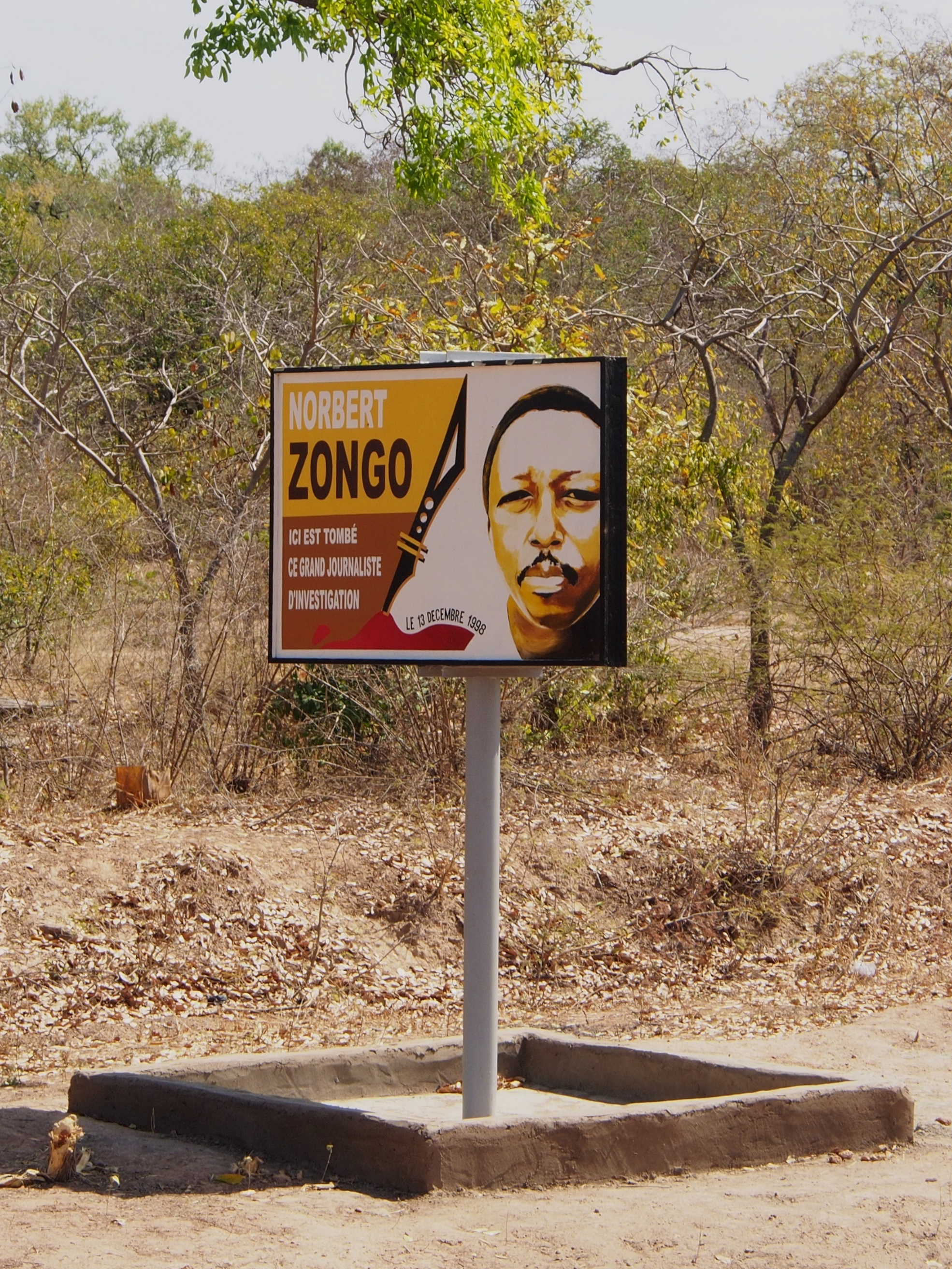
Norbert Zongo, un journaliste assassiné par le RSP

Le RSP a été formaté comme une garde prétorienne au service d'un homme, le président Blaise Compaoré. Ses membres sont cités dans plusieurs crimes politiques, tortures, meurtres et assassinats ciblés au Burkina Faso, notamment en janvier 1998 le passage à tabac mortel de David Ouedraogo, chauffeur de François Compaoré (frère cadet du président), accusé d'avoir volé la femme de son employeur et l'assassinat le 13 décembre 1998 du journaliste d'investigation Norbert Zongo, mort criblé de balles et carbonisé dans sa voiture en compagnie de 3 autres personnes alors qu'il enquêtait sur le meurtre de David Ouedraogo,. Un officier du régiment interviewé en juin 2015 explique que 90% des membres du RSP étaient encore enfants lors de ces affaires. Des membres du RSP sont  également impliqués dans  le meurtre de l'étudiant Dabo Boukary en  mai 1990.